# Le Dépravé
Pour plus de détails, voir Fiche technique et Distribution.
Le Dépravé (Il dio chiamato Dorian) est un film italien réalisé par Massimo Dallamano, sorti en 1970.

## Fiche technique
- Titre : Le Dépravé
- Titre original : Il dio chiamato Dorian
- Réalisation : Massimo Dallamano
- Scénario : Marcello Coscia, Massimo Dallamano, Günter Ebert et Renato Romano d'après Le Portrait de Dorian Gray d'Oscar Wilde
- Musique : Peppino De Luca et Carlos Pes
- Photographie : Otello Spila
- Montage : Leo Jahn et Nicholas Wentworth
- Production : Harry Alan Towers
- Société de production : Sargon Film, Terra-Filmkunst et Towers of London Productions
- Société de distribution : American International Pictures (États-Unis)
- Pays :  Royaume-Uni,  Italie et  Allemagne de l'Ouest
- Genre : Horreur et thriller
- Durée : 101 minutes
- Dates de sortie : 
  - Allemagne de l'Ouest : 24 avril 1970
  - Italie : 17 août 1970
  - France : 30 août 1973

## Distribution
- Helmut Berger : Dorian Gray
- Richard Todd : Basil Hallward
- Herbert Lom : Henry Wotton
- Marie Liljedahl : Sybil Vane
- Margaret Lee : Gwendolyn
- Maria Rohm : Alice Campbell
- Beryl Cunningham : Adrienne
- Isa Miranda : Mme. Ruxton
- Eleonora Rossi Drago : Esther Clouston
- Renato Romano : Alan
- Stewart Black : James Vane

## Accueil
- AllMovie : [1]